# Ruminococcus
Ruminococcus ist eine Gattung der Bakterien, die vor allem im Pansen (Rumen) und im Dickdarm von Pflanzenfressern vorkommen. Sie zählen auch zur natürlichen Darmflora des Menschen.

## Merkmale
Bei Ruminococcus handelt es sich um kugelige bis ovale Kokken, die in Paaren oder als Ketten auftreten und nur unter Sauerstoffabschluss (obligat anaerob) leben können. Sie sind grampositiv und haben große physiologische Bedeutung als Pansenbakterien beim Aufschluss von Zellulose im Verdauungstrakt von Pflanzenfressern.

## Ruminococcusim Pansen
Zwei Arten der Gattung, Ruminococcus flavefaciens und Ruminococcus albus, sowie das (gattungsfremde) gramnegative Bakterium Fibrobacter succinogenes sind die wichtigsten Bakterien für die Auflösung von Zellulose im Pansen.
Das wichtige Enzym um Zellulose zu zersetzen ist Cellulase. Die Cellulase von Fibrobacter ist ein periplasmatisches Enzym, das heißt, es sitzt in dem Periplasma zwischen den beiden äußeren Zellmembranen. Fibrobacter ist somit gezwungen, sich an die Zellulosefibrillen zu heften. Die Ruminococcus-Arten hingegen setzen dieses Enzym in den Pansen frei, die Cellulase dieses Bakteriums ist ein Exoenzym. Das Polysaccharid Zellulose wird dann durch das Enzym aufgelöst, das Ergebnis ist Glucose. Von den Bakterien wird Glucose wieder aufgenommen und durch Fermentation (Gärung) als Energiequelle genutzt, die wieder ausgeschiedenen Gärungsprodukte werden wiederum von dem Tier als Energiequelle aufgenommen. Die von dem Wiederkäuer genutzten Produkte sind hauptsächlich Carbonsäuren. Die von Ruminococcus freigesetzten Carbonsäuren sind Essigsäure (Acetat) und Formiat, weitere Endprodukte der Fermentation sind Kohlendioxid und Wasserstoff. Bei Fibrobacter sind es Acetat, Ameisensäure (Formiat) und Bernsteinsäure (Succinat).
Ruminococcus obeum  ist ein kommensales Bakterium im Darm von Neugeborenen. Es ist mit einer normalen Ansiedlung des Darmmikrobioms bei Kindern verbunden und es wurde nachgewiesen, das es die Besiedlung von Vibrio cholerae des Darnm von Mäusen einschränkt.

## Systematik

### Aktuelle Systematik
Die Gattung Ruminococcus in der Familie der Oscillospiraceae wird zu der Ordnung Clostridiales in der Abteilung der Firmicutes gestellt (Stand Mai 2024). Von der Gattung sind folgende Arten bekannt (Stand 2014):
- Ruminococcus albus Hungate 1957
- Ruminococcus bromii Moore et al. 1972
- Ruminococcus callidus Holdeman & Moore 1974
- Ruminococcus champanellensis Chassard et al. 2012
- Ruminococcus faecis Kim et al. 2011
- Ruminococcus flavefaciens Sijpesteijn 1948 (die Typusart der Gattung)
- Ruminococcus gauvreauii Domingo et al. 2008
- Ruminococcus gnavus Moore et al. 1976
- Ruminococcus lactaris Moore et al. 1976
- Ruminococcus obeum Moore et al. 1976
- Ruminococcus torques Holdeman & Moore 1974

Mehrere Spezies, die zuvor der Gattung Ruminococcus angehörten, wurden 2008 der Gattung Blautia zugeordnet, dies betrifft R. hansenii (nun Blautia hansenii), R. hydrogenotrophicus (nun Blautia hydrogenotrophica),
R. luti (nun Blautia luti), R. productus (nun Blautia producta) und R. schinkii (nun Blautia schinkii).

### Synonyme
Die zwei Arten R. pasteurii und R. palustris werden ebenfalls nicht mehr zu dieser Gattung gezählt. R. pasteurii ist nun ein Basionym für Trichococcus pasteurii. R. palustris ist ein Basionym für Trichococcus palustris (ein anderes Synonym ist Lactosphaera pasteurii). Weitere Synonyme für R. productus sind Peptostreptococcus productus und Streptococcus productus, das Synonym für R. hansenii ist Streptococcus hansenii Holdeman and Moore, 1974.